# Sphenomeris yaeyamensis
Sphenomeris yaeyamensis là một loài dương xỉ trong họ Lindsaeaceae. Loài này được S.J.Lin, M.Kato & K.Iwats. mô tả khoa học đầu tiên năm 1996.
Danh pháp khoa học của loài này chưa được làm sáng tỏ. 